# Amt Gerswalde
Urząd Gerswalde (niem. Amt Gerswalde) – niemiecki urząd leżący w kraju związkowym Brandenburgia, w powiecie Uckermark. Siedziba urzędu znajduje się w miejscowości Gerswalde.
W skład urzędu wchodzi pięć gmin:
1. Flieth-Stegelitz
2. Gerswalde
3. Milmersdorf
4. Mittenwalde
5. Temmen-Ringenwalde